# Европска престоница младих
Европска престоница младих (енгл. European Youth Capital) је титула коју Европски форум младих додељује једном европском граду, дизајнираном да оснажи младе људе, подстакне учешће младих и ојача европски идентитет кроз пројекте усредсређене на културни, друштвени, политички и економски живот и развој који се односи на младе.

## Изабрани градови
| Година | Град        | Држава      |
| ------ | ----------- | ----------- |
| 2009.  | Ротердам    | Холандија   |
| 2010.  | Торино      | Италија     |
| 2011.  | Антверпен   | Белгија     |
| 2012.  | Брага       | Португалија |
| 2013.  | Марибор     | Словенија   |
| 2014.  | Солун       | Грчка       |
| 2015.  | Клуж-Напока | Румунија    |
| 2016.  | Ганџа       | Азербејџан  |
| 2017.  | Варна       | Бугарска    |
| 2018.  | Каскаис     | Португалија |
| 2019.  | Нови Сад    | Србија      |
| 2020.  | Амјен       | Француска   |
| 2021.  | Клајпеда    | Литванија   |
| 2022.  | Тирана      | Албанија    |
| 2023.  | Лублин      | Пољска      |
| 2024.  | Гент        | Белгија     |
| 2025.  | Лавов       | Украјина    |
| 2026.  | Тромсе      | Норвешка    |